# Bloempje-tevredenheid
Bloempje-tevredenheid is een negentiende-eeuws Nederlands lied waarvan de tekst en de muziek geschreven zijn door Pieter Louwerse.
Het lied heeft vier strofen en wordt in een laat-romantische traditie gezongen vanuit het perspectief van de bloemenverkoper die zijn waar aan de man brengt. Het gedicht heeft het metrum van een Weense wals en is opgenomen in de liedbundel Alles zingt, liedjes en rijmpjes voor het kleine volkje van Pieter Louwerse.
In eerste instantie lijkt het daarbij te gaan om een tegenstelling tussen natuur en stad. De eerste zes regels laten de bloem zien in het buitenleven, in het "licht van de zon", gelaafd door het "nat van de bron", met een "windenken" te midden van "vogelkens"; men kan de bloem dan ook "open zien gaan".
Vanaf de achtste regel is de omgeving heel anders: "muren" maken de stedelijke binnenplaats "donker en akelig", en nu "kwijnt" de bloem juist. De derde strofe (regels 9-12) kan gezien worden als een metafoor voor het gebrek aan levenskracht dat intreedt door slechte ontplooiingsmogelijkheden.
Maar met die tegenstelling is het lied niet ten einde; er volgt een moraal, waarin de huiselijkheid wordt bezongen: als in die huiselijke omgeving tevredenheid heerst, dan bloeit er juist weer wél iets op. Dat die moraal als belangrijk onderdeel van het gedicht werd beschouwd, blijkt reeds uit de titel, waarin de dichter haar uitdrukkelijk noemt.

## Liedtekst
Bloempje-tevredenheid.

Bloemen, koop bloemen! Ik heb ze zoo fijn

Bloemen zooals er geen' schoonere zijn!

Buiten gekweekt bij het licht van de zon

Telkens begoten met nat uit de bron!

Vogeltjes hebben haar open zien gaan

'T windeken heeft er gestoeid met haar blaên.

Bloemen, koop bloemen! Geen mensch in de stad,

Heeft in zijn huis ooit nog bet're gehad.

Tusschen de muren, waar 't grasplantje kwijnt

Waar heele dagen het zonlicht niet schijnt

Tieren geen bloemen, zoo schoon en zoo frisch

Wijl het daar donker en akelig is!

Dat is te zeggen, daar raadt ge ook nu naar;

Één bloempje bloeit toch bij ons, dat is waar.

En als gij soms ook haar naam nog niet weet,

'K denk dat ons bloempje Tevredenheid heet.